# Un voisin d'enfer ! 2 : En vacances
Un voisin d'enfer ! 2 : En vacances (Böse Nachbarn 2) est un jeu vidéo de réflexion développé par JoWood Vienne et édité par JoWooD Entertainment, sorti en 2004 sur Windows.
Le jeu fait suite à Un voisin d'enfer !.

## Accueil
- Jeuxvideo.com : 12/20[1]